# Баллада о Синклере
«Баллада о Синклере» (норв. Zinklars vise) — норвежская народная песня, написанная в 1781 году норвежским поэтом Эдвардом Стормом. В песне поется о полковнике Джордже Синклере, возглавляющего отряд шотландских солдат, который был нанят шведским королём Густавом Адольфом во время Кальмарской войны. На пути в Швецию отряд 26 августа 1612 года попал в засаду, устроенную норвежскими крестьянами к югу от города Отта (См. подробнее:Битва при Крингене). Шотландский отряд был практически полностью уничтожен.
Вскоре песня приобрела широкую популярность в Норвегии и воспринималась как патриотическая. Из-за широкой популярности она была признана народной.
Балладу исполняли многие норвежские музыканты.

## Музыка
Песня известна под двумя мелодиями. Текст песни был положен на древнюю мелодию из местности Гудбрандсдаль. Но помимо Норвегии песня также прославилась на Фарерских островах.
В 1974 году фолк-рок группа Folque исполнила «Балладу о Синклере» в другом варианте, которая была популярна на Фарерах и до того момента неизвестна в Норвегии. Этот вариант песни включал в себя хоровое пение и добавлял новые строки:
Vel opp før dag, de kommer vel over den hede. В оригинале песни таких строк не было, как и хорового пения.

В 2008 году группа Týr, исполняющая викинг-метал, записала свою версию песни, которая вошла в их альбом Land, а также сняла на неё клип. Песня была названа «Sinklars Vísa». Балладу также исполняла фарерская певица Айвёр Полсдоуттир.